# 저수량
저수량(褚遂良, 596년 ~ 658년)은 중국 당나라의 서예가이다. 자는 등선(登善)이다. 항주 전당 출신으로, 본관은 하남군 양책현(陽翟縣, 지금의 하남성 허창시의 현급시 우주시)이었다.

## 생애
당태종의 서예를 지도하였다. 또한 당태종이 왕희지의 글씨를 모으고 있었으므로 그 수집 사업의 관리를 맡았다. 그는 글씨에 뛰어나 구양순·우세남과 함께 당 서도의 일인자가 되었다. 그는 해서·행서·초서를 잘 썼는데, 특히 해서에 뛰어났다. 그 후 벼슬이 중서령(中書令)·상서복야에까지 이르렀으나, 당고종 때 측천무후가 허경종(許敬宗), 이의부(李義府) 등이 그를 모함하는 말을 믿고 애주(愛州, 지금의 베트남 타인호아성)자사로 좌천시켰고, 오래지 않아 세상을 떠났다. 그의 아들 저언보(褚彦甫)·저언충(褚彦沖)도 애주로 유배되었다가 모두 살해당했다.